# Uaitemuri
Genre
Uaitemuri est un genre d'araignées aranéomorphes de la famille des Uloboridae.

## Distribution
Les espèces de ce genre sont endémiques du Brésil.

## Liste des espèces
Selon World Spider Catalog (version 18.0, 12/05/2017) :
- Uaitemuri demariai Santos & Gonzaga, 2017
- Uaitemuri rupicola Santos & Gonzaga, 2017

## Publication originale
- Santos & Gonzaga, 2017 : Systematics and natural history of Uaitemuri, a new genus of the orb-weaving spider family Uloboridae (Araneae: Deinopoidea) from south-eastern Brazil. Zoological Journal of the Linnean Society, vol. 180, no 1, p. 155-174.